# 出口太
出口 太（いでぐち ふとし、1975年〈昭和50年〉1月24日 - ）は、日本の政治家。長崎県五島市長（1期）。

## 来歴
長崎県五島市出身。青雲高等学校、東京大学農学部卒業後、人事院入庁。2005年4月、読売新聞東京本社に入社。2016年8月からは青山繁晴参議院議員の政策担当秘書を務めた。
2024年2月に秘書を退職し、3月7日、五島市長選挙への立候補を表明。9月1日投開票の市長選では、自民党・公明党の推薦を受けた出口が、一部の保守系市議などが支援する荒尾正登元市議長、立憲民主党が推薦する中西大輔元市議の2人を破り、初当選した。